# 케찰코아틀루스
케찰코아틀루스(학명: Quetzalcoatlus northropi)는 익룡의 일종으로 날개폭이 10~11m로 익룡 가운데 가장 큰 종류 중 하나였다. 이름의 의미는 날개를 가진 뱀이다. 한때는 루마니아에서 하체곱테릭스가 발견되며, 하체곱테릭스가 가장 큰 비행 파충류로 거론 되었지만, 익장은 유사했으나, 하체곱테릭스의 목 길이가 수정되며 다시 최대 익룡 반열에 올랐다.

## 학명
아즈텍 신화에 나오는 깃털 달린 뱀의 형상을 한 풍요와 평화의 신인 케찰코아틀에서 학명을 따왔다. 종명은 모식종인 Quetzalcoatlus northropi의 종명 northropi는 노스롭 그루먼의 모체가 된 노스롭의 창업자였던 항공기 개발자 故 잭 노스롭(Jack Northrop)의 성에서 따온 것이라 한다. 전익기 개발에 일생을 쏟은 것 외에도 공기역학 분야에서 여러 공적을 남기기도 했던 항공업계에서의 잭 노스롭의 업적을 기리기 위해서 익룡의 종명에 그의 성을 붙였다. 다른 익룡들은 겨울잠 자지만 케찰코아틀루스는 털이 있어서 겨울잠 자지 않는다.

## 개요

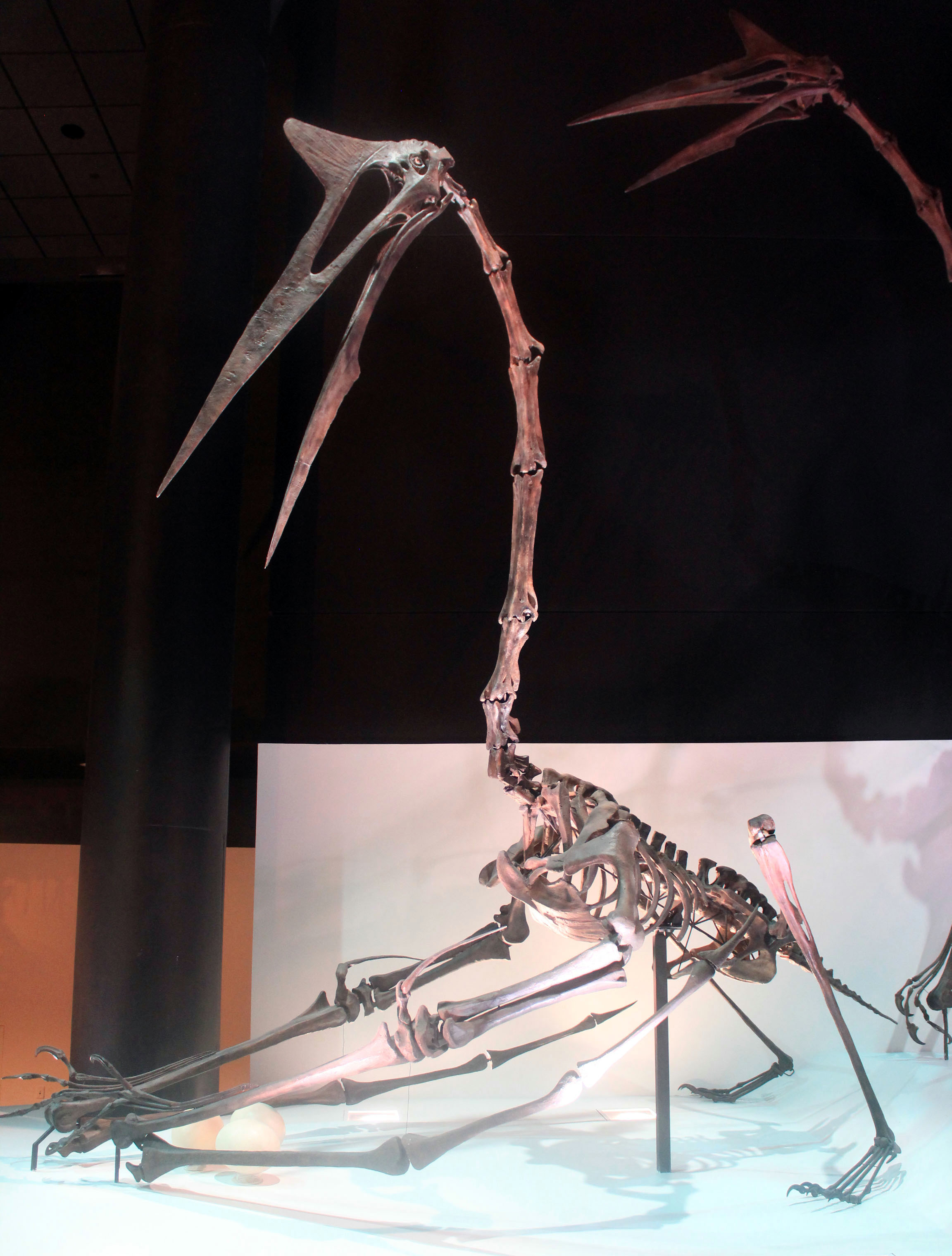
복원된 케찰코아틀루스의 골격

백악기 후기 북아메리카 대륙에서 번성하였고 두 날개의 길이를 합친 길이가 최대 11m, 부리 끝에서 발끝까지의 길이는 약 9m로, 익룡 가운데 가장 거대한 종류 중 하나이다. 크기는 11m이지만 뼈 속이 비어 있어 가장 큰 개체의 경우에도 250kg 정도 나갈 것이라고 추측된다. 목이 매우 길어 키가 티라노사우루스(키가 약 4m)보다 큰 수치인 5~6m나 되었다. 두개골은 최소 2m 이상으로, 어떤 육상 포식자보다도 길이가 길다. 온몸이 잔털로 덮여 있었으리라 추정되며, 티라노사우루스와 함께 북미 최상위 포식자 중 하나였다. 현재 모식종인 케찰코아틀루스 노르트로피의 화석이 단편적이라 전체적 외형은 라우소니 종(Quetzalcoatlus lawsoni)을 많이 참고한다. 때문에 복원도에서의 부리, 목의 굵기와 길이, 볏의 유무 또는 형태와 크기 등이 다양하게 나타난다.

## 날개 형태와 비행 방식
앞다리의 네 번째 발가락이 길게 변해서 날개가 되었고 날개에는 세 개의 발가락이 붙어 있었으며 딱딱한 부리에 이빨이 없고 턱 근육도 발달하지 않아 머리의 무게를 줄일 수 있었고 긴 목에 비해 짧은 꼬리를 가졌다. 뼛속이 비어 있어 무게를 줄여 주었으나 날개의 막은 얇아 한번 찢어지면 영원히 날 수가 없었다. 그러나 날개막이 질긴 섬유질로 구성되어 쉽게 찢어지지 않았을 것으로 보고 있다. 거대한 날개로 인해 새처럼 날갯짓을 하며 날았을 것이고 높은 곳에서 바람을 타고 활공하듯이 날거나 상승 기류를 타고 하늘 높이 날아올랐을 것으로 추정했었지만, 통해 자율적으로 하늘을 날았을 것으로 추정했다.

## 식성
과거 바다에서 물고기만 먹었다고 추정되었으나 아즈다르코 익룡들은 다리 비율상 육지에서 보내는 시간이 상대적으로 많았고, 날개와 부리, 목 등을 고려했을 때 공중에서 낚아체는 사냥방식은 적합하지 않았다. 게다가 빠르게 걸어 다닐 수 있었으며, 화석이 늪 지대에서 발견된 것으로 보아 늪에서 물고기와 중소형 공룡, 각종 동물들을 주로 잡아먹었던 것으로 추정된다. 하지만 이들은 비행하는 생물이기 때문에 활동반경이 넓었고, 발 크기가 몸에 비해 작아 마른땅 위에서 이동하기 적합해서 육지에서도 사냥을 했다고 추정된다. 시체 청소부 역할도 수행했을 것이다. 케찰코아틀루스는 시체를 두고 티라노사우루스와 경쟁했을 가능성도 있다.

## 관련 가설
한때 하체곱테릭스의 화석 표본이 단편적이어서 하체곱테릭스를 케찰코아틀루스의 동물이명으로 보는 학자들도 있었으나, 크게 받아들여지지 않았다가 2017년 하체곱테릭스의 목이 케찰코아틀루스보다 짧고 두꺼웠다는 논문이 나와 현재 이 가설은 사장되었다.

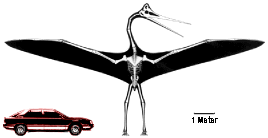
케찰코아틀루스(10m)와 자동차(3m)의 크기비교